# Saint-Béron
Saint-Béron ist eine französische Gemeinde mit 1720 Einwohnern (Stand 1. Januar 2022) im Département Savoie in der Region Auvergne-Rhône-Alpes. Sie gehört zum Kanton Le Pont-de-Beauvoisin im Arrondissement Chambéry und ist Mitglied im Gemeindeverband Val Guiers.

## Geographie

### Lage
Saint-Béron liegt am Westrand des Départements auf 322 m, etwa 16 Kilometer südwestlich der Präfektur Chambéry, 75 Kilometer ostsüdöstlich der Stadt Lyon und 35 Kilometer nördlich der Stadt Grenoble (Luftlinie). Nachbargemeinden von Saint-Béron sind Domessin und La Bridoire im Norden, Attignat-Oncin und Saint-Franc im Osten, Miribel-les-Échelles (Berührungspunkt) und Voissant im Süden sowie Saint-Albin-de-Vaulserre im Westen.

### Topographie
Die Fläche des 8,66 km² großen Gemeindegebiets umfasst einen Abschnitt des Avant-Pays savoyard, des von sanften Erhebungen geprägten savoyischen Vorlandes zwischen dem Grenzfluss Guiers und dem Südende der Hauptantiklinalen des Jura. Am Südostrand der Gemeinde verläuft eine hier etwa 300 m aufragende Geländestufe, die das Avant-Pays savoyard vom Kalksteinmassiv der Chartreuse trennt und auf der die Gemeinde mit 573 m ihre höchste Erhebung hat. Die Geländestufe ist Teil der östlichsten Bergkette der Chartreuse und ist mehrfach von senkrecht aufragenden Felswänden durchsetzt. Am Südzipfel der Gemeinde durchstößt der Guiers diese Bergkette in der Schlucht Gorges de Chailles und bildet danach die Westgrenze der Gemeinde. Zwischen der Bergkette und dem Guiers besteht das Gemeindegebiet aus sanften Hügeln und wird größtenteils landwirtschaftlich genutzt. Waldstücke machen etwa 19 % der Fläche aus.
Zu Saint-Béron gehören neben dem eigentlichen Ortskern auch mehrere, über das Gemeindegebiet verstreute Weilersiedlungen und Gehöfte, darunter Les Bonnes auf 292 m am Ufer des Guiers.

## Geschichte

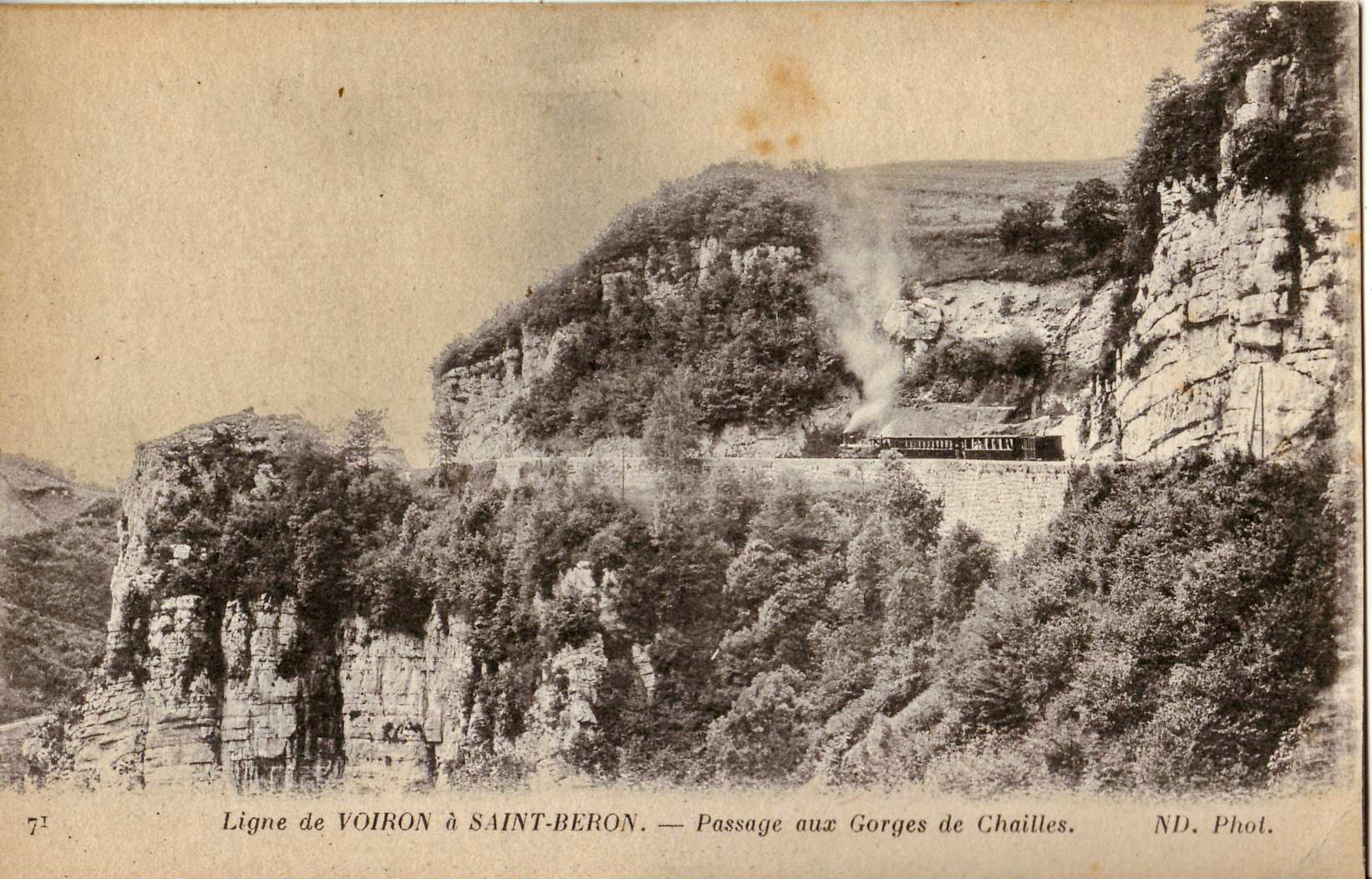
Überlandstraßenbahn durch die Gorges de Chailles

Der Ort Saint-Béron wurde im Hochmittelalter in den Jahren 1142 und 1146 erstmals als Pfarrei und Priorat urkundlich erwähnt (Ecclesia de Sancto Benigno und Prioratus Sancti Benigni). Der Name bezieht sich auf Benignus von Dijon als Patrozinium. Seit etwa derselben Zeit und über mehrere Jahrhunderte hinweg wurde gleichzeitig die Variante „Beron“ benutzt (Prioratus Sancti Beronis 1180).
Mit der Eröffnung des Bahnhofs an der Bahnstrecke Saint-André-le-Gaz–Chambéry im Jahr 1884 erhielt Saint-Béron Anschluss an das regionale Eisenbahnnetz. Von 1895 bis 1936 war Saint-Béron außerdem Endpunkt einer Überlandstraßenbahn, die durch die Gorges de Chailles über Saint-Laurent-du-Pont nach Voiron führte.

## Sehenswürdigkeiten

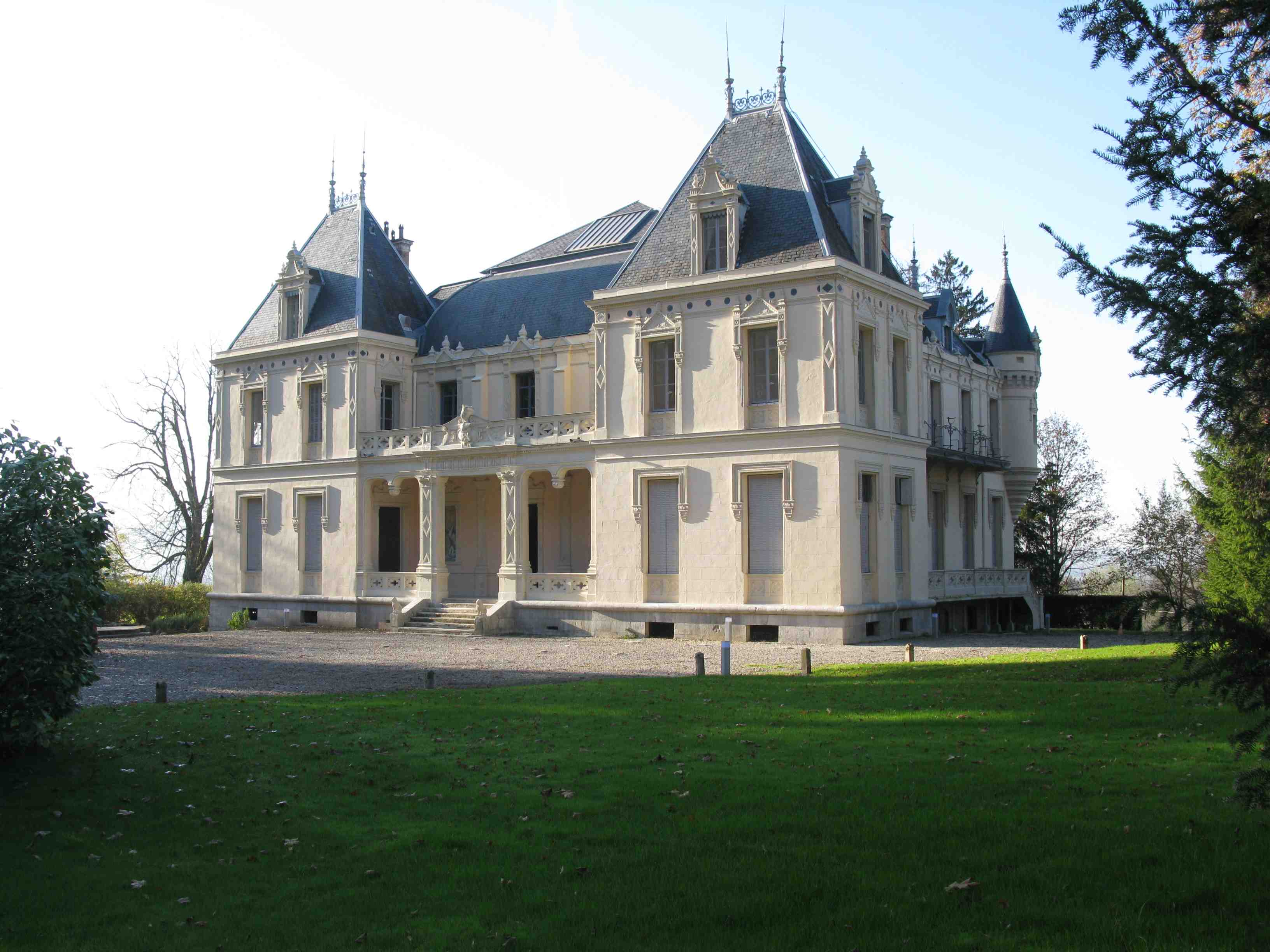
Das Château de Saint-Béron

Das Château de Saint-Béron aus dem Jahr 1866 ist als monument historique eingeschrieben. Es steht in unmittelbarer Nähe zum Ortskern von Saint-Béron.

## Bevölkerungsentwicklung
| Jahr                       | 1962 | 1968 | 1975 | 1982 | 1990 | 1999 | 2006 | 2011 |
| Einwohner                  | 1167 | 1176 | 1060 | 1164 | 1198 | 1220 | 1407 | 1571 |
| Quellen: Cassini und INSEE |      |      |      |      |      |      |      |      |

Mit 1720 Einwohnern (Stand 1. Januar 2022) gehört Saint-Béron zu den kleineren Gemeinden des Département Savoie. Nachdem die Einwohnerzahl im 19. und 20. Jahrhundert nur geringfügig um die Marke von 1000 schwankte, setzte Mitte der 1990er Jahre eine deutliche Bevölkerungszunahme ein. Die Ortsbewohner von Saint-Béron heißen auf Französisch Saint-Béronnois(es).

## Wirtschaft und Infrastruktur
Saint-Béron war bis weit ins 20. Jahrhundert hinein ein vorwiegend durch die Landwirtschaft geprägtes Dorf, auch heute noch betreiben einige Höfe Viehzucht und den Anbau von Feldfrüchten bei leichtem Rückgang in der Nutzfläche. Daneben gibt es heute verschiedene Betriebe des lokalen Kleingewerbes. Mittlerweile hat sich das Dorf auch zu einer Wohngemeinde entwickelt. Viele Erwerbstätige sind Wegpendler, die in den größeren Ortschaften der Umgebung und der benachbarten Départements ihrer Arbeit nachgehen.
Die Ortschaft liegt an der Departementsstraße D1006 und ehemaligen Nationalstraße N6, die von Le Pont-de-Beauvoisin durch die Gorges de Chailles nach Chambéry führt. Weitere Straßenverbindungen bestehen mit den Nachbargemeinden im Département Isère und mit La Bridoire. Die regionale Autobahn A43 (Lyon–Chambéry) ist über einen Anschluss in 14 km Entfernung bei Belmont-Tramonet erreichbar. Im Ort befindet sich ein Bahnhof an der wenig befahrenen Bahnstrecke Saint-André-le-Gaz–Chambéry. Als Flughäfen in der Region kommen Lyon-St-Exupéry (Entfernung 69 km) und Chambéry-Savoie (27 km) in Frage.

### Bildung
In Saint-Béron befindet sich eine Grundschule (école primaire).